# Eupithecia cootenaiata
Eupithecia cootenaiata là một loài bướm đêm trong họ Geometridae.